# Journey to the Center of the Mind
Journey to the Center of the Mind es el segundo álbum de estudio de la banda estadounidense de rock The Amboy Dukes, publicado en abril de 1968 por Mainstream Records. Una versión remasterizada en formato CD fue publicada en 1992 por Mainstream Direct Ltd. con una pista adicional.

## Lista de canciones

### Lado A
1. "Mississippi Murderer" (Nugent, Steve Farmer) – 5:12
2. "Surrender to Your Kings" (Nugent) – 2:52
3. "Flight of the Byrd" (Nugent) – 2:50
4. "Scottish Tea" (Nugent) – 4:01
5. "Dr. Slingshot" (Nugent, Farmer) – 3:09

### Lado B
1. "Journey to the Center of the Mind" (Nugent, Farmer) – 3:33
2. "Ivory Castles" (Farmer) – 3:21
3. "Why Is a Carrot More Orange Than an Orange" (Farmer) – 2:26
4. "Missionary Mary" (Farmer) – 2:35
5. "Death Is Life" (Farmer) – 2:08
6. "Saint Philips Friend" (Farmer) – 3:33
7. "I'll Prove I'm Right" (Farmer) – 1:38
8. "Conclusion" (Nugent, Farmer) – 1:57

### Pistas adicionales de la edición en CD
1. "You Talk Sunshine, I Breathe Fire" (Nugent, Farmer) – 2:44

## Créditos
- John (J.B.) Drake – voz
- Ted Nugent – guitarra
- Steve Farmer – guitarra, voz
- Greg Arama – bajo
- Dave Palmer – batería
- Andy Solomon – teclados